# Le Vent (film, 1982)
Pour les articles homonymes, voir Le Vent.
Le Vent (Finyè) est un film du réalisateur malien Souleymane Cissé sorti en 1982.

## Synopsis
Une grande ville africaine contemporaine ; une rencontre : celle de deux adolescents en révolte. Bâ est le petit-fils d'un des chefs traditionnels de la région. Batrou, elle, est la fille d'un des représentants du nouveau pouvoir, le gouverneur militaire Sangaré, auquel ils vont s'affronter...

## Fiche technique
- Réalisateur : Souleymane Cissé
- Scénario : Souleymane Cissé
- Producteur : Les Films Cissé
- Musique : Radio Mogadiscio, Pierre Gorse et folklore malien
- Images : Étienne Carton de Grammont
- Son : Jean-Pierre Houel et Michel Mellier
- Montage: Andrée Davanture
- Décors : Malick Guissé
- Durée: 105 minutes
- Date de sortie : 1982

## Distribution
- Goundo Guissé (Batrou)
- Fousseyni Sissoko (Bâ)
- Balla Moussa Keïta (Sangaré)
- Ismaïla Sarr (Kansaye)
- Oumou Diarra (Agna)
- Soumaïla Cissé (Seydou)
- Oumou Koné
- Dounamba Dany Coulibaly

## Nominations et récompenses
- Sélection officielle au Festival de Cannes 1982
- Tanit d'or aux Journées cinématographiques de Carthage 1982
- Grand Prix, Etalon de Yennenga, FESPACO 1983

## Propos de Souleymane Cissé
"J'ai fait ce film quand les Maliens avaient cessé de croire en leur avenir pendant une période de tension politique et militaire. J'étais tellement confiant en l'avenir que j'ai fait Finyè et il a créé un grand engouement populaire car le film disait ce que les gens n'osaient dire."